# Sở Nghĩa Đế
Sở Nghĩa Đế (chữ Hán: 楚義帝; ?-206 TCN), cũng còn gọi là Sở Hậu Hoài vương (楚後懷王), tên thật là Mị Tâm (芈心) hoặc Hùng Tâm (熊心), là vua nước Sở cuối thời Tần trong lịch sử Trung Quốc.

## Lên ngôi
Mị Tâm là dòng dõi nước Sở thời Chiến Quốc. Năm 223 TCN, nước Sở bị nước Tần diệt. Thời Tần, Mi Tâm phải đi chăn dê thuê cho nhà giàu.
Năm 209 TCN, Trần Thắng khởi nghĩa chống nhà Tần ở nước Sở, tự xưng là Trương Sở vương. Năm 208 TCN, Trần Thắng bị tướng Tần là Chương Hàm đánh bại và bị giết.
Tướng nước Sở là Hạng Lương hưởng ứng Trần Thắng, mang quân từ đất Ngô qua sông Trường Giang đánh Tần. Theo ý kiến của Phạm Tăng, Hạng Lương tìm dòng dõi nước Sở để lập làm vua. Hạng Lương tìm được Mi Tâm, đưa về Vu Thai tôn làm vua Sở.
Thời Chiến Quốc, vua Sở Hoài vương từng bị vua Tần lừa sang hội họp rồi bắt giữ, sau đó chết phải ở nước ngoài, lòng người nước Sở vẫn nhớ Hoài vương. Vì vậy Hạng Lương tôn Mi Tâm là Sở Hoài vương để kích động lòng chống Tần của mọi người.

## Ra giao ước
Năm 208 TCN, Hạng Lương đánh nhau với Chương Hàm bị tử trận ở Định Đào, quân chủ lực nước Sở tan rã. Các đạo quân nước Sở của Hạng Vũ, Lưu Bang và Lã Thần phải rút về phòng ngự. Nghe tin đó, Sở Hoài vương từ Vu Thai đến Bành Thành, dồn cả quân của Hạng Vũ, Lã Thần làm một và thân hành cầm quân.
Sau khi chỉnh đốn lại đội ngũ, Hoài vương bàn ra quân đánh Tần và cứu nước Triệu đang bị Chương Hàm vây gắt. Ông ra giao ước với chư hầu:
"Ai vào bình định Quan Trung trước thì sẽ cho người ấy làm vua".
Trong các tướng, chỉ có Hạng Vũ và Lưu Bang hăng hái ra quân. Các cận thần của Hoài vương khuyên ông nên cử người trung hậu đi thẳng đường phía tây đánh Quan Trung để thu phục lòng người, do đó nên sai Lưu Bang; còn Hạng Vũ nóng nảy và hiếu sát, chỉ nên sai lên phía bắc, đường xa hơn và đối địch với quân chủ lực nhà Tần của Chương Hàm. Sở Hoài vương nghe theo, sai Lưu Bang đi đường phía tây đánh Tần, còn Hạng Vũ dưới quyền Tống Nghĩa đi cứu Triệu.

## Nghĩa Đế
Lưu Bang không gặp những đạo quân Tần mạnh, tháng 10 năm 206 TCN đã vào Quan Trung trước, tiêu diệt nhà Tần.
Hạng Vũ bị Tống Nghĩa hoãn binh 46 ngày, sau đó phải đương đầu với đạo quân hùng mạnh của Chương Hàm, đến tháng 11 năm 206 TCN mới vào được Quan Trung. Nhưng Hạng Vũ có lực lượng hùng hậu, được các chư hầu thần phục. Lưu Bang phải nhường bước để Hạng Vũ làm chủ, không dám tranh giành.
Hạng Vũ sai người xin mệnh lệnh của Sở Hoài Vương. Ông nói với sứ giả của Hạng Vũ:
Cứ theo như lời ước cũ.
Thấy Hoài vương một mực giữ giao ước cho người vào Quan Trung trước làm vua, Hạng Vũ oán giận Hoài vương không cho mình đi về hướng tây để vào Quan Trung mà phải đi về hướng bắc để cứu Triệu, do đó đến chậm, không làm kịp lời giao ước với thiên hạ. Hạng Vũ bèn nói với mọi người:
Hoài Vương là do Hạng Lương, người nhà của ta lập nên thôi. Ông ta không có công cán gì cả, làm sao có thể làm chủ điều giao ước? Thực ra bình định thiên hạ là nhờ ở các tướng và Tịch này.
Hạng Vũ bèn tôn Hoài vương làm Nghĩa Đế, nhưng thực ra không theo mệnh lệnh của ông, rồi tự xưng là Tây Sở Bá vương và phân phong cho các chư hầu. Nghĩa Đế chỉ có danh hiệu trên danh nghĩa, người làm chủ thiên hạ thực sự là Hạng Vũ.

## Bị hại
Tháng tư năm 206 TCN, các chư hầu bãi binh trở về nước. Để chiếm lấy nước Sở cho mình, Hạng vương lấy lý do:
Các vị đế vương xưa nước vuông ngàn dặm đều ở thượng lưu dòng sông.
Và Hạng vương sai người dời Sở Nghĩa Đế đi khỏi Bành Thành đi Trường Sa, ở Sâm huyện. Nghĩa Đế ở lại Bành Thành không đi, Hạng vương sai người thúc giục. Vì sợ Hạng Vũ, quần thần của Nghĩa đế dần dần trở mặt khiến ông bị cô lập và buộc phải lên đường. Khi ông đi trên đường tới Sâm huyện, Hạng Vương bí mật sai Hành Sơn Vương Ngô Nhuế và Lâm Giang vương Cung Ngao sát hại ông trên sông Trường Giang.
Không rõ khi đó Nghĩa Đế bao nhiêu tuổi. Năm 205 TCN, Lưu Bang từ Hán Trung ra phía đông đánh Tây Sở, đến Tân Thành mới biết tin Nghĩa Đế bị Hạng Vũ chủ mưu sát hại. Khi đó Hạng Vũ đang đánh Tề, Lưu Bang nhân danh báo thù cho Nghĩa Đế để đánh Hạng Vũ, cho quân để tang ông và tập hợp chư hầu tiến vào kinh đô Tây Sở là Bành Thành.